# Frederic Thesiger, I visconte Chelmsford
Frederic John Napier Thesiger, I visconte Chelmsford (Londra, 12 agosto 1868 – Oxford, 1º aprile 1933), è stato un politico britannico.
Governatore del Queensland dal 1905 al 1909, del Nuovo Galles del Sud dal 1909 al 1913 e nel 1916 divenne viceré dell'India.
Durante il suo mandato distinse le questioni pubbliche in trasferite e riservate: queste ultime erano di stretto dominio britannico ed interessavano solamente i governatori.
Lasciò l'incarico nel 1921, ma nel 1924 fu nominato Primo Lord dell'Ammiragliato.

## Biografia

### I primi anni
Thesiger nacque il 12 agosto 1868 a Londra, in Inghilterra, figlio di Frederic Thesiger, II barone Chelmsford e di sua moglie, Adria Heath. Venne educato al Winchester College ed al Magdalen College di Oxford, dove si laureò in lettere ed in legge nel 1891. Thesiger venne eletto membro dell'All Souls College (1892–1899). Nel 1893 iniziò la sua carriera di avvocato all'Inner Temple comepraticante. Entrò volontario quindi nel 1º battaglione volontari del Dorsetshire Regiment, e venne promosso capitano il 13 settembre 1902.
Giocatore di cricket, capitanò l'Oxford XI e giocò anche nella squadra del Middlesex.
Fu membro del Consiglio della contea di Londra tra il 1904 ed il 1905 e nuovamente dal 1913 al 1919.

### Governatore del Queensland

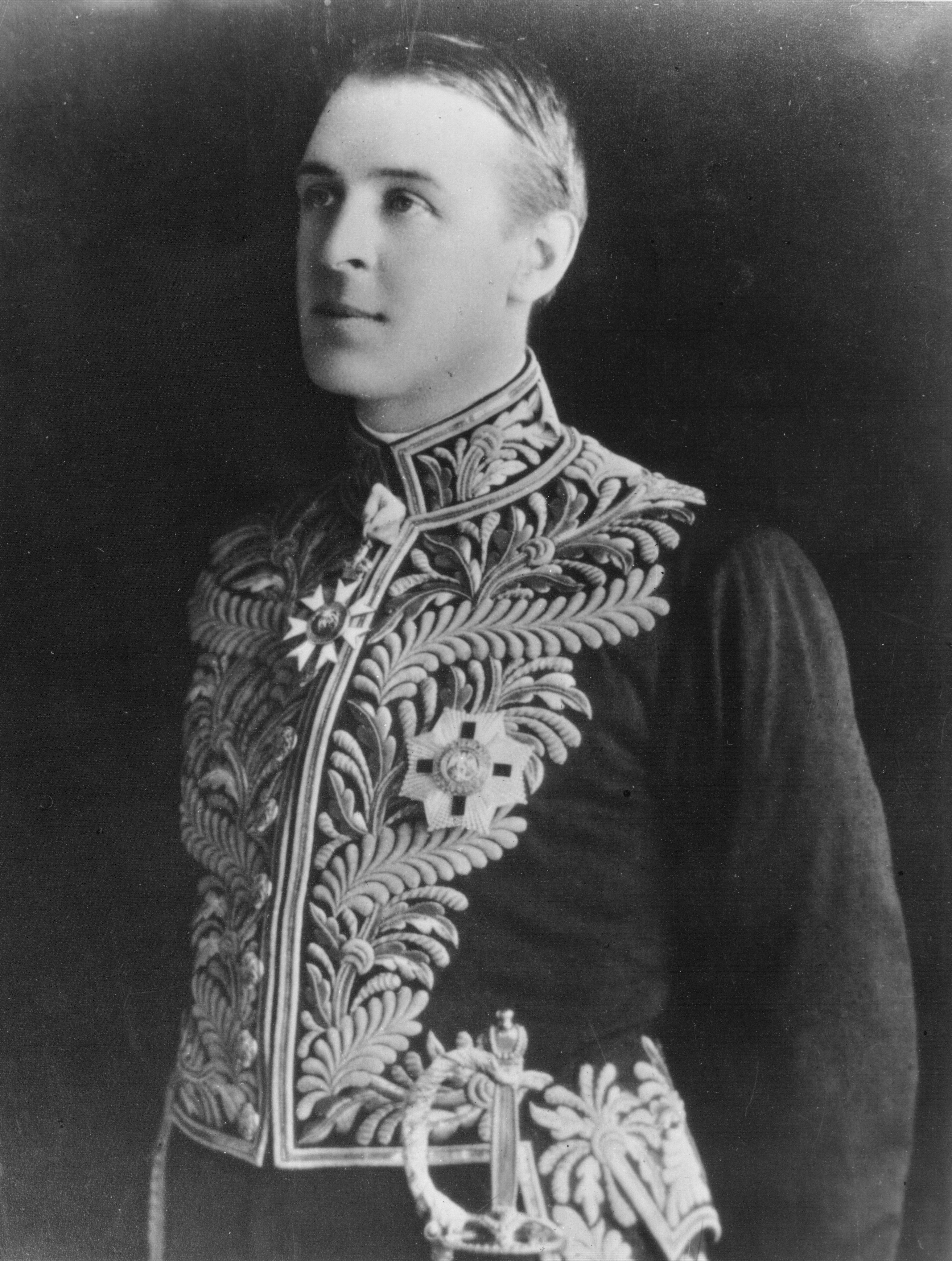
Frederic Thesiger come governatore del Queensland in una fotografia del 1907

Il 9 aprile 1905, alla morte di suo padre, gli succedette come terzo barone Chelmsford e nel luglio del 1905 venne nominato governatore del Queensland, in Australia. Giunse a Brisbane e giurò il 20 novembre successivo. Il 29 giugno 1906, Chelmsford venne investito del titolo di cavaliere commendatore dell'Ordine dei Santi Michele e Giorgio. Il periodo del suo governatorato fu minato dal conflitto tra il Consiglio Legislativo e l'Assemblea Legislativa locali e l'emergenza della camera bassa che si trovava de facto divisa in tre partiti.
A seguito delle elezioni del 1907, William Kidston, che aveva fondato un proprio partito, divenne primo ministro del Queensland col supporto dei laburisti. Il consiglio legislativo, nominato dalla camera, si rifiutò quindi di accogliere il programma legislativo di Kidston sulle riforme elettorali. Kidston quindi si rivolse direttamente a Chelmsford per nominare membri di un consiglio di modo da poter proseguire nella legislazione. Chelmsford si rifiutò adducendo il fatto di non avere il mandato del popolo per una tale richiesta. Kidston si dimise per protesta e Chelmsford diede incarico al leader dell'opposizione, Robert Philp, di formare un governo, il quale però venne subito sfiduciato dall'assemblea. Chelmsford sciolse quindi le camere dopo appena sei mesi.
Kidston tornò in carica con le elezioni del 1908. La nuova assemblea passò una mozione che criticò l'azione di Chelmsford; ad ogni modo non se ne fece nulla. Malgrado l'ammissione dell'errore nello scioglimento delle camere da parte del Colonial Office, il governo britannico continuò a difendere l'operato del governatore. Poco dopo il periodo di governatorato per Chelmsford terminò.

### Governatore del Nuovo Galles del Sud
Nel maggio del 1909 Chelmsford accettò la nomina a governatore del Nuovo Galles del Sud e giurò a Sydney il 28 maggio di quello stesso anno. A differenza del Queensland, il suo periodo di governatorato fu sensibilmente più stabile e si distinse per le buone relazioni col governo. All'inizio di questa nuova fase, Charles Wade, del Partito Liberale del Commonwealth, era premier. Ad ogni modo, a seguito delle elezioni el 1910, i liberali di Wade vennero sconfitti dal partito laburista australiano guidato da James McGowen che avviò così il primo governo laburista del paese. Malgrado il suo passato conservatore, Chelmsford fu in grado di avere buoni rapporti anche coi laburisti. Chelmsford divenne amico dell'Attorney General, William Holman, col quale condivideva l'amore per la musica e la passione per la viola. Lo stesso governatore ebbe a dichiarare: "Non ho mai avuto l'occasione di avere un corpo di ministri col quale fosse così piacevole lavorare. Sono calmi, senza pretese e laboriosi e si sono guadagnati quindi la buona volontà e la lealtà dei loro collaboratori." Dal 21 dicembre 1909 al 27 gennaio 1910 Chelmsford fu inoltre amministratore del Commonwealth australiano durante l'assenza del governatore generale William Ward, II conte di Dudley.
Dall'aprile al novembre del 1911, Chelmsford tornò in Inghilterra per l'incoronazione di Giorgio V del Regno Unito, evitando così una notevole crisi che colpì lo stato da lui diretto. Nel luglio del 1911, infatti, due membri dell'assemblea legislativa laburista si dimisero per protesta sulla riforma della terra, lasciando il governo McGowen in minoranza nell'assemblea. Venne quindi chiesto al vice-governatore, Sir William Cullen, di prorogare la durata del parlamento sino a nuove elezioni, ma Cullen rifiutò sulla base del fatto che egli necessitava di un'approvazione da parte del governo e che il governatore non aveva potere in merito. Holman, rigettando questo fatto, proseguì con la propria legislatura e per tutta risposta, come già accaduto altrove in passato, Cullen chiese al leader dell'opposizione, Wade, di formare un governo. Wade dovette accettare una posizione di minoranza ma disse a Cullen che avrebbe accettato il nuovo governo solo se fosse stato sciolto il parlamento. Quando Cullen si rifiutò, Wade per tutta risposta si rifiutò di accettare l'incarico. Cullen a questo punto, in una situazione di stallo, non ebbe altra scelta che richiamare Holman e sciogliere il parlamento.
Malgrado la crisi ormai passata, quando Chelmsford tornò in Australia i problemi erano persino aumentati. Il consiglio infatti aveva cinque membri laburisti su un totale di 73. Nell'ottobre del 1912, Chelmsford annunciò ufficialmente di non voler più concorrere per l'incarico di governatore del Nuovo Galles del Sud. Massone, nel 1910 venne eletto Gran Maestro della Gran Loggia Unita del Nuovo Galles del Sud e mantenne tale posizione sino al 1913. Nel 1909 venne fondata nel Nuovo Galles del Sud la Loggia Chelmsford 261 in suo onore. Nel 1912 ottenne la gran croce dell'Ordine dei Santi Michele e Giorgio, divenendo cancelliere dell'Ordine dal 1914 al 1916. Tornò in Inghilterra nel marzo del 1913.

### Viceré d'India

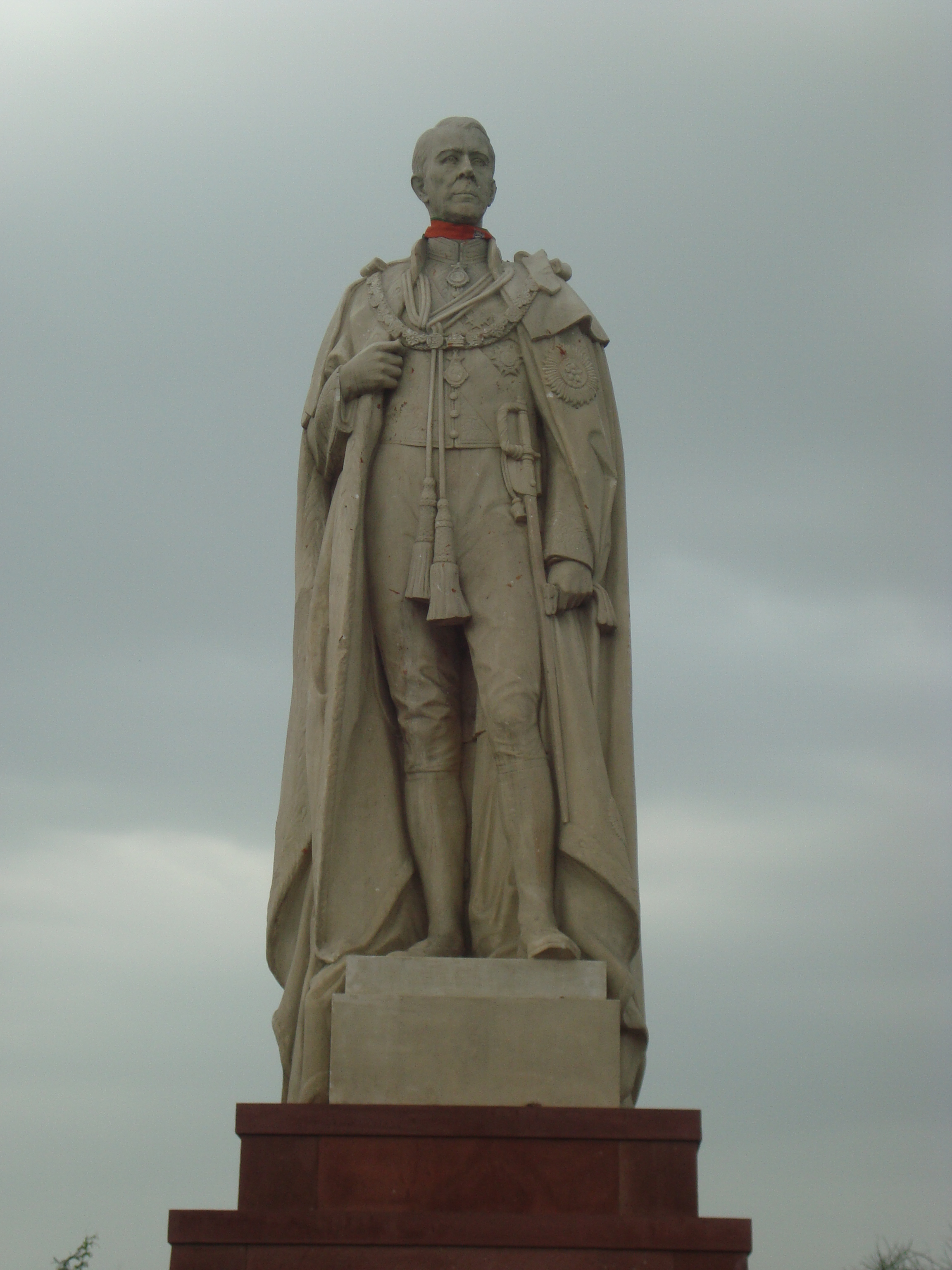
Statua di Lord Chelmsford nel Coronation Park, Delhi

Allo scoppio della prima guerra mondiale nel 1914 si riunì al suo reggimento che venne posto di stanza in India. Il 29 febbraio 1916 venne nominato Consigliere Privato del sovrano inglese. Nel marzo del 1916 venne nominato viceré d'India, succedendo a Lord Hardinge. Come viceré venne investito delle più alte onorificenze indiane ed il 4 dicembre 1917 ottenne anche la gran croce dell'Ordine dell'Impero britannico.
Durante il suo governatorato, furono molte le pressioni per un autogoverno dell'India che però vennero supportate dallo stesso Chelmsford il quale credeva che questo fosse il miglior modo per evitare conflitti interni, preoccupando però l'Ufficio degli Esteri che gli inviò il Segretario di Stato per l'India, Edwin Samuel Montagu, per discutere delle possibili riforme da attuare. Insieme i due portarono avanti le riforme Montagu–Chelmsford che concessero maggiore autonomia ai corpi rappresentativi indiani e spianarono la strada alla futura indipendenza dello stato. Cercando il modo migliore per mediare tra le riforme ed il mantenimento dei possedimenti inglesi in India, Chelmsford approvò una serie di leggi repressive del terrorismo per frenare l'opposizione dei riformisti indiani. Queste leggi accesero dei risentimenti nel Punjab che culminarono nella promulgazione della legge marziale nella regione e nel massacro di Amritsar ad opera del generale Reginald Dyer il 13 aprile 1919. Inizialmente sostenitore di Dyer ma contrario al massacro, successivamente Chelmsford si scontrò con lo stesso generale per il modo con cui i fatti erano stati trattati. Malgrado ciò il Congresso Nazionale Indiano boicottò le prime elezioni regionali del 1920. Oltre a ciò si aprì la terza guerra anglo-afghana e Gandhi iniziò la sua prima campagna politica. Al suo ritorno in Inghilterra il 15 giugno 1921, venne elevato al ragno di visconte Chelmsford.

### Gli ultimi anni

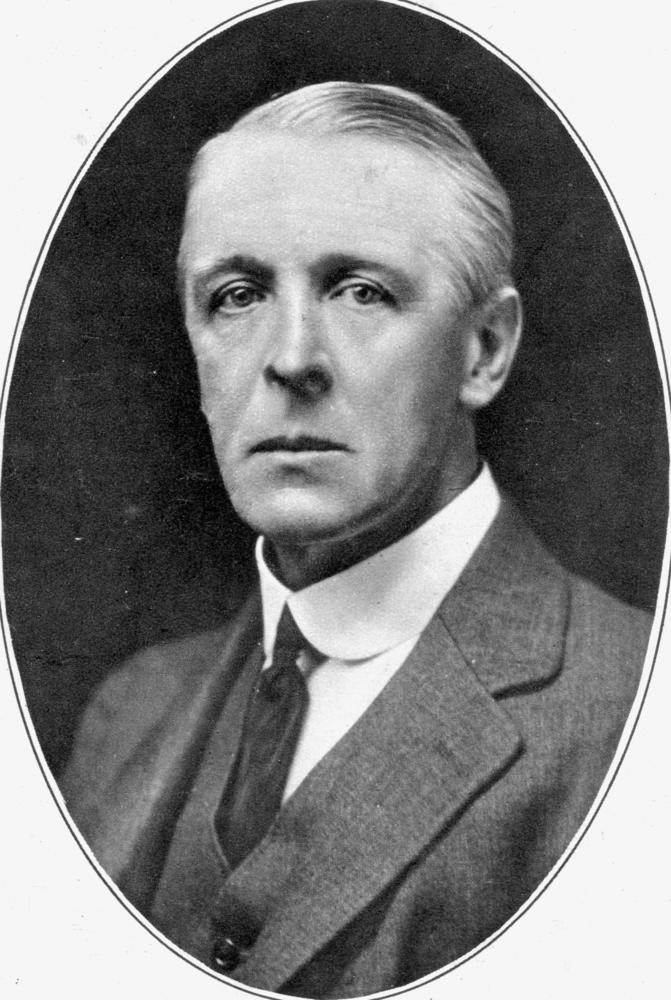
Chelmsford come primo lord dell'Ammiragliato.

Nel 1924, pur essendo stato da tempo un conservatore, Chelmsford venne persuaso ad aderire al partito laburista dal governo di Ramsay MacDonald nel 1924 il quale lo volle quale suo Primo lord dell'ammiragliato per la mancanza di pari di quella compagine nella Camera dei lord. Chelmsford, ad ogni modo, non si tesserò mai al partito ed accettò l'incarico solo a condizione che i laburisti non varassero leggi per la riduzione della forza della marina britannica e che non lo coinvolgessero negli incontri di governo che avessero natura prettamente politica. Ottenne l'incarico di Lord Grand'ammiraglio per tre volte, il 1º aprile, il 15 agosto ed il 9 ottobre del 1924. Divenne presidente della Miners' Welfare Committee sulla base del Mining Industry Act of 1920. Nel novembre del 1924 decise di ritirarsi a vita privata.
Nel 1926 Chelmsford venne nominato agente generale per il Nuovo Galles del Sud a Londra e nel 1927 ottenne un dottorato onorifico in legge da parte dell'Università di Birmingham, uno in diritto civile dal Magdalen College dell'Università di Oxford nel 1929 ed il cavalierato di giustizia dell'Ordine di San Giovanni di Gerusalemme.
Lord Chelmsford morì di problemi cardiocircolatori il 1º aprile 1933, all'età di 64 anni.

## Famiglia

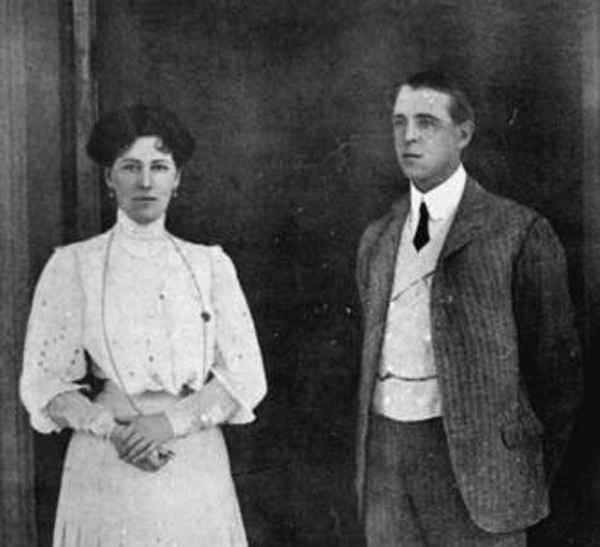
Il governatore e la moglie nel 1910.

Lord Chelmsford sposò Frances Charlotte Guest (22 marzo 1869 – 24 settembre 1957), figlia di Ivor Guest, I barone Wimborne, e di lady Cornelia Henrietta Maria Spencer-Churchill, il 27 luglio 1894 alla St. George's Church, St. George Street, Hanover Square, Londra. La coppia ebbe insieme sei figli:
- Joan Frances Vere Thesiger (1 agosto 1895 – 15 maggio 1971), sposò Sir Alan Lascelles nel 1920.
- Frederic Ivor Thesiger (17 ottobre 1896 – 1 maggio 1917), tenente
- Anne Molyneux Thesiger (17 dicembre 1898 – 10 agosto 1973), sposò Donough O'Brien, XVI barone Inchiquin nel 1921
- Bridget Mary Thesiger (7 agosto 1900 – 18 giugno 1983)
- Andrew Charles Gerald Thesiger, II visconte Chelmsford (25 luglio 1903 – 27 settembre 1970)
- Margaret St. Clair Sidney Thesiger (7 maggio 1911 – 1 luglio 1991)

Il figlio primogenito, il tenente Frederic Ivor Thesiger dell'87ª brigata della Royal Field Artillery, venne ucciso in azione in Mesopotamia nel 1917.